# Boloria pallida
Boloria pallida är en fjärilsart som beskrevs av Arnold Spuler 1901. Boloria pallida ingår i släktet Boloria och familjen praktfjärilar. Inga underarter finns listade i Catalogue of Life.